# Foreste di conifere dei monti Helanshan
L'ecoregione delle foreste di conifere dei monti Helanshan (codice ecoregione: PA0508) ricopre una remota catena montuosa circondata da deserti e bacini semiaridi. In quanto tale, è stata soprannominata «isola montuosa nel cielo» e ospita specie endemiche di piante e animali. Tra queste ricordiamo il pika argentato, in pericolo di estinzione.

## Geografia
L'ecoregione dei monti Helanshan si trova ad est dell'ecoregione del semi-deserto dell'Alashan e ad ovest di quella della steppa dell'altopiano dell'Ordos, pertanto è cinta da ogni lato da bacini aridi. La catena montuosa si estende per 180 km e raggiunge un'altitudine massima di 3556 metri. Le basse vallate tra le diverse creste di monti sono meno ricche di alberi.

## Clima
Nell'ecoregione domina un clima semi-arido freddo (BSk secondo la classificazione dei climi di Köppen), generalmente caratterizzato da condizioni di «steppa», con precipitazioni superiori a quelle di un deserto vero e proprio e anche temperature più rigide.

## Flora e fauna
All'interno dell'ecoregione, il manto forestale varia a seconda della fascia altitudinale. Le pendici inferiori dei monti sono semiaride e consentono lo sviluppo di stentati alberi di olmo siberiano (Ulmus pumila) nei pressi dei corsi d'acqua intermittenti. Nelle valli crescono anche boschetti di pino rosso cinese (Pinus tabuliformis). Più in alto, sui fianchi delle colline, crescono arbusti di rosa, olmo, Caragana, Ostryopsis (un genere di alberi simili alla betulla) e ginepri, tutti adattati a sopravvivere ai lunghi periodi di siccità. Alle quote più elevate, la copertura forestale è costituita principalmente da abeti rossi (Picea asperata), betulle e pioppi.
Nella regione vivono la cicogna nera (Ciconia nigra) e il fagiano orecchiuto blu (Crossoptilon auritum), una specie endemica. Mandrie di bharal, di rare pecore argali (Ovis ammon) e di alci (Alces alces) possono essere visti pascolare e arrampicarsi sulle colline, mentre il pika argentato, endemico e in pericolo di estinzione, si aggira nei dintorni. Anche altri ungulati, lupi (Canis lupus), orsi dal collare (Ursus thibetanus) e orsi bruni (U. arctos) frequentano l'ecoregione.

## Popolazione
L'ecoregione dei monti Helanshan è scarsamente popolata a causa delle sue condizioni climatiche difficili, dell'isolamento geografico e della prevalenza di terreni aridi e montuosi. Gli insediamenti umani sono limitati alle valli più accessibili e ai margini della catena, dove si trovano piccoli villaggi dediti tradizionalmente alla pastorizia e, in misura minore, all'agricoltura di sussistenza, favorita dall'apporto di acqua proveniente dai torrenti montani. Le popolazioni residenti appartengono principalmente alle etnie han e hui, cui si affiancano minoranze mongole. Negli ultimi decenni, lo sviluppo di attività estrattive e il turismo naturalistico hanno aumentato la pressione antropica sull'ecoregione, ma gran parte delle zone montuose resta pressoché disabitata, svolgendo un ruolo importante come rifugio per la fauna selvatica e le specie endemiche.